# Geher-Länderkampf der Männer 1974 Belgien – BR Deutschland – Frankreich – Schweiz
| 12. Leichtathletik-Länderkampf mit bundesdeutscher Beteiligung 1974         | 12. Leichtathletik-Länderkampf mit bundesdeutscher Beteiligung 1974 |
| --------------------------------------------------------------------------- | ------------------------------------------------------------------- |
|                                                                             |                                                                     |
| Geher-Vergleich der Männer: Belgien – BR Deutschland – Frankreich – Schweiz |                                                                     |
| Austragungsort                                                              | Lessines                                                            |
| Wettbewerbe                                                                 | 2                                                                   |
| Datum                                                                       | 22./23. Juni                                                        |
| 1. FRG 2. FRA 3. BEL 4. SUI                                                 | 63 Punkte 49 Punkte 23 Punkte 22 Punkte                             |
| Chronik                                                                     |                                                                     |
| ← FRG B-ROU/FRG B-IRL (M)                                                   | NOR-FRG-DNK-FIN-00 ISL-SWE (F) →                                    |

Der zwölfte Vergleich des Länderkampfjahres 1974 war ein Vierländerkampf zwischen den Gehern aus Belgien, der Bundesrepublik Deutschland, Frankreich und der Schweiz. Die Begegnung fand am 22./23. Juni in der belgischen Stadt Lessines statt und war der zweite von drei Länderkämpfen im Gehen in diesem Jahr. In dieser Vierer-Konstellation war die Begegnung einmal zuvor ausgetragen worden. In den Jahren davor hatte es indes schon sechs Vergleiche zwischen den drei Teilnehmernationen BR Deutschland, Frankreich und der Schweiz gegeben. 1973 war Belgien neu hinzugekommen. Alle vergangenen Aufeinandertreffen hatten die bundesdeutschen Geher für sich entschieden.

## Wettbewerbe und Modus
Auf dem Programm standen wie in den Gehervergleichen üblich zwei Wettbewerbe, die Straßengehen über 20 und 50 Kilometer. Jede Nation konnte pro Wettbewerb vier Geher stellen, von denen die drei Besten gewertet wurden. Der erste Rang brachte dreizehn Punkte, der zweite elf, der dritte zehn, der vierte neun, der fünfte acht usw.

## Ergebnis
Der Einzelsieg im 20-km-Wettbewerb ging an einen französischen Geher und auch auf den Plätzen vier und sechs lagen zwei französische Vertreter. Die bundesdeutschen Athleten hielten allerdings mit den Rängen zwei, drei sowie fünf dagegen und entschieden die Disziplinwertung so mit einem Punkt Vorsprung ganz knapp für sich. Auf der langen Strecke waren das Resultat eindeutiger. Die Bundesrepublik belegte die ersten drei Plätze und kam so auf die maximal mögliche Punktzahl von 34. Die Bundesrepublik Deutschland gewann diesen Länderkampf mit 63 Punkten vor Frankreich (49 Punkte). Belgien wurde mit 23 Punkten Dritter ganz knapp vor der Schweiz (22 Punkte).

## Legende
Kurze Übersicht zur Bedeutung der Symbolik – so üblicherweise auch in sonstigen Veröffentlichungen verwendet:
| DNF | nicht im Ziel (did not finish) |

## Resultate

### 20-km-Straßengehen
| Platz | Athlet                 | Land | Zeit (h)  |
| ----- | ---------------------- | ---- | --------- |
| 01    | Gérard Lelièvre        | FRA  | 1:34:27‚2 |
| 02    | Heinrich Schubert      | FRG  | 1:35:39‚4 |
| 03    | Heinz Mayr             | FRG  | 1:36:35‚4 |
| 04    | Jean-Claude Decosse    | FRA  | 1:36:57‚0 |
| 05    | Siegfried Richter      | FRG  | 1:38:08‚8 |
| 06    | Jean-Pierre Garnung    | FRA  | 1:39:02‚0 |
| 07    | Godfried de Jonkhere   | BEL  | 1:41:40‚4 |
| 08    | Alfons Schwarz         | FRG  | 1:42:50,0 |
| 09    | René Pfister           | SUI  | 1:43:36,2 |
| 10    | Christian Halloy       | BEL  | 1:44:57‚0 |
| 11    | Sylvestre Marclay      | SUI  | 1:46:15,0 |
| 12    | Louis Marquis          | SUI  | 1:46:23,8 |
| 13    | Robert Ponzio          | SUI  | 1:48:47,8 |
| 14    | Serge Van Puyenbroeck  | BEL  | 1:49;04‚0 |
| 15    | Didier David           | FRA  | 1:50:39‚4 |
| 16    | André Van Wittenberghe | BEL  | 1:52:21,2 |

Datum: 22. Juni

### 50-km-Straßengehen
| Platz | Athlet           | Land | Zeit (h)  |
| ----- | ---------------- | ---- | --------- |
| 01    | Gerhard Weidner  | FRG  | 4:18;22,0 |
| 02    | Leo Frey         | FRG  | 4:28:02‚0 |
| 03    | Walter Drössler  | FRG  | 4:30:19,0 |
| 04    | Claude Saurier   | FRA  | 4:31:46,0 |
| 05    | Jean Garcia      | FRA  | 4:35:23,0 |
| 06    | Hans Michalski   | FRG  | 4:43:27‚0 |
| 07    | Alfred Badel     | SUI  | 4:46:30,0 |
| 08    | Arnaud Poubaix   | BEL  | 4:52:36‚0 |
| 09    | Max Grob         | SUI  | 4:54:10,0 |
| 10    | R. Schoukens     | BEL  | 4:54:38,0 |
| 11    | Dominique Guebey | FRA  | 4:58:57‚0 |
| 12    | R. Pietquin      | BEL  | 5:03:74‚0 |
| DNF   | A. Neulingel     | FRA  |           |
| DNF   | Gérard Cnockaert | BEL  |           |
| DNF   | J. Spoessi       | SUI  |           |
| DNF   | W. Ponzio        | SUI  |           |

Datum: 23. Juni